# دانيال هولم (سياسي)
دانيال هولم (بالإنجليزية: Daniel Hulme)‏ هو سياسي أسترالي، ولد في 7 أكتوبر 1979 في ملبورن في أستراليا. حزبياً، نشط في حزب العمال الأسترالي. وقد انتخب عضو مجلس نواب تسمانيا عن دائرة Division of Franklin (state) ‏ (2 فبراير 2009 – 20 مارس 2010).